# Criț
Criț – wieś w Rumunii, w okręgu Braszów, w gminie Bunești. W 2011 roku liczyła 676 mieszkańców.